# 高阳镇 (杞县)
高阳镇，是中华人民共和国河南省開封市杞县下辖的一个乡镇级行政单位。

## 行政区划
高阳镇下辖以下地区：
高阳东村社区、高阳北村社区、高阳南村社区、高阳西村社区、陈庄村、团城村、东王固村、聚宝岗村、曹李王村、王桥村、水牛里村、金村、扶村、张洼村、孙寨村、常寨村、蔡营村、于洼村、毛寨村、刘庄村、蔡固村、何庄村、西黄庄村、牛角岗村、黄庄村、顿屯村、杨屯村、务岗村、黄岗村、王楼村、高阳苏所村、王固集村和青龙石口村。